# 王禄 (两淮盐运使)
王祿，字汝學，山东承宣布政使司聊城縣人，明朝政治人物。

## 生平
弘治十一年（1498年）中戊午科山东乡试舉人，初知霍山县，正德十五年四月擢南京四川道試御史，十六年二月實授。嘉靖初参与大禮議之爭。历汝宁、宝庆知府，升福建盐运使，后调两淮。居官有實政。

## 家族
子王應璧，嘉靖二十九年进士，官鳳陽府知府。